# قلعه گلی (لارستان)
 قلعه گلی نام قلعه‌ای است در نزدیکی آتشکده آذرفرنبغ در روستای کاریان در بخش جویم در شهرستان لارستان در استان فارس، قلعه‌ای پهناور دارای برج و باروهای مرتفع و مستحکم است. از چهار برج وبارو اتاق‌های سنگی بسیار، چندین چاه و یک دروازه بزرگ تشکیل شده‌است. 
استحکام ورفعت و تسخیر ناپدیری این قلعه از آثار باقی مانده موجود خوبی هویداست. قرابت مکانی آن با آتشکده و در عین حال برخورداری از یک موقعیت مناسب جغرافیایی سوق الجیشی می‌تواند نمایانگر روابط متقابل این دو مکان از جنبه‌های مختلف نظامی وسیاسی باشد.
مستشرق «ویلیام استاک» که در سال ۱۲۹۹ هجری قمری از کاریان دیدن کرده‌است، می‌نویسد: «ما در قلمرو لطفعلی خان بیدشهری» بودیم، تفنگچی‌های او از پذیرفتن ما به  قلعه گلی  سرباز زدند، قلعه بیرون کاریان بود. قلعه‌ای که حرم لطفعلی خان در آن جا بود، دو قلعه دیگر نیز در دشت بود، در یک کیلومتری به دسمت شرق دیده می‌شدند.

## منبع
- تقوی، کرامت الله،  (جغرافیایی تاریخی کاریان) ، چاپ  زیتون سال ۱۳۸۷ خورشیدی، ناشر همسایه.